# Ljubo Miloš
Ljubo Miloš (ur. 25 lutego 1919 w Bosanskim Šamacu, zm. 1948 w Zagrzebiu) – członek ruchu ustaszy, chorwacki wojskowy w stopniu majora, szef służb specjalnych oraz z-ca komendanta obozu obozu śmierci w Jasenovcu i komendant obozu koncentracyjnego w Lepoglavie w Niepodległym Państwie Chorwackim (NDH) podczas II wojny światowej.

## Życiorys
Studiował filozofię. Był uważany za maniaka i brutalnego sadystę. Po najeździe wojsk osi na Królestwo Jugosławii i ustanowieniu Niepodległego Państwa Chorwackiego (10 kwietnia 1941) został jednym z czołowych dygnitarzy ustaszów. Był szefem służb specjalnych (Tajna služba) NDH, a następnie oraz z-cą komendanta obozu śmierci w Jasenovcu i komendantem obozu koncentracyjnego w Lepoglavie. W październiku 1944 awansował do stopnia majora ustaszy. Po zakończeniu wojny uciekł do Austrii, a następnie powrócił do Chorwacji, gdzie próbował organizować antykomunistyczny ruch terrorystyczny tzw. Križari. 20 lipca 1947 został aresztowany przez funkcjonariuszy jugosłowiańskich służb bezpieczeństwa (UDBA). W 1948 w Zagrzebiu wykonano na nim karę śmierci za zbrodnie wojenne.